# Сентер Моричиз (Њујорк)
Сентер Моричис (енгл. Center Moriches) насељено је место без административног статуса у америчкој савезној држави Њујорк.

## Демографија
По попису из 2010. године број становника је 7.580, што је 925 (13,9%) становника више него 2000. године.
| Група             | 2000.         | 2010.         |
| Белци             | 5.721 (86,0%) | 6.313 (83,3%) |
| Афроамериканци    | 349 (5,2%)    | 263 (3,5%)    |
| Азијати           | 66 (1,0%)     | 108 (1,4%)    |
| Хиспаноамериканци | 440 (6,6%)    | 776 (10,2%)   |
| Укупно            | 6.655         | 7.580         |